# Regional Preferente de La Rioja 2013-14
La temporada 2013-14 de Regional Preferente de La Rioja de fútbol comenzó el 14 de septiembre de 2013 y acabó el 11 de mayo de 2014. Durante esta campaña era el quinto y último nivel de las Ligas de fútbol de España para los clubes de La Rioja, por debajo de la Tercera División de España.

## Sistema de competición
Un único grupo con los 15 equipos se enfrentarían a doble vuelta, una vez en casa y otra en el campo del equipo rival, todos contra todos.
Los equipos que se clasificaran en los tres primeros puestos ascenderían directamente a Tercera División, exceptuando filiales que ya dispongan de un equipo en la categoría inmediatamente superior. Si hubiera alguna vacante más en el grupo XVI de Tercera División ascenderían los siguientes clasificados.

## Clasificación[1]
| Pos. | Equipo                    | Pts. | PJ | G  | E | P  | GF | GC | Dif. |                                              |
| ---- | ------------------------- | ---- | -- | -- | - | -- | -- | -- | ---- | -------------------------------------------- |
| 1    | Casalarreina C. F. (A, C) | 58   | 28 | 18 | 4 | 6  | 72 | 32 | +40  | Ascenso directo a Tercera                    |
| 2    | C. At. Vianés "B"         | 58   | 28 | 17 | 7 | 4  | 57 | 24 | +33  |                                              |
| 3    | Náxara C. D. "B"          | 55   | 28 | 17 | 4 | 7  | 62 | 26 | +36  |                                              |
| 4    | Yagüe C. F. (A)           | 54   | 28 | 15 | 9 | 4  | 61 | 31 | +30  | Ascenso directo a Tercera                    |
| 5    | C. D. Tedeón (A)          | 51   | 28 | 15 | 6 | 7  | 60 | 31 | +29  | Ascenso directo a Tercera                    |
| 6    | S. D. Oyonesa "B"         | 50   | 28 | 14 | 8 | 6  | 42 | 23 | +19  |                                              |
| 7    | C. F. Rápid               | 50   | 28 | 15 | 5 | 8  | 68 | 41 | +27  |                                              |
| 8    | C. D. Autol               | 42   | 28 | 12 | 6 | 10 | 38 | 40 | −2   |                                              |
| 9    | C. D. Cenicero            | 37   | 28 | 10 | 7 | 11 | 54 | 65 | −11  |                                              |
| 10   | E. F. Arnedo              | 36   | 28 | 10 | 6 | 12 | 44 | 57 | −13  | El club no compite en la siguiente temporada |
| 11   | C. D. Aldeano             | 24   | 28 | 7  | 3 | 18 | 46 | 68 | −22  |                                              |
| 12   | C. D. Bañuelos            | 23   | 28 | 6  | 5 | 17 | 37 | 67 | −30  |                                              |
| 13   | Peña Balsamaiso C. F. "B" | 22   | 28 | 5  | 7 | 16 | 35 | 77 | −42  | El club no compite en la siguiente temporada |
| 14   | C. D. San Lorenzo         | 16   | 28 | 4  | 4 | 20 | 20 | 73 | −53  |                                              |
| 15   | Haro Sport Club           | 12   | 28 | 3  | 3 | 22 | 30 | 71 | −41  |                                              |

 Fuente: Federación Riojana de Fútbol

### Tabla de resultados cruzados
| Local \ Visitante         | CAS | AVI | NAX | YAG | TED | OYO | RAP | AUT | CEN | ARN  | ALD | BAN | PEN | SAN | HAR |
| ------------------------- | --- | --- | --- | --- | --- | --- | --- | --- | --- | ---- | --- | --- | --- | --- | --- |
| Casalarreina C. F.        | —   | 2–1 | 1–1 | 6–2 | 1–1 | 0–1 | 3–2 | 3–1 | 4–1 | 12–0 | 5–2 | 3–0 | 3–0 | 5–0 | 3–2 |
| C. Atlético Vianés "B"    | 0–0 | —   | 3–0 | 0–2 | 3–1 | 3–3 | 2–0 | 3–0 | 3–2 | 2–1  | 3–0 | 3–1 | 3–0 | 5–1 | 2–1 |
| Náxara C. D. "B"          | 0–1 | 1–1 | —   | 0–1 | 2–0 | 1–0 | 1–0 | 2–2 | 8–2 | 2–0  | 3–0 | 5–2 | 3–0 | 5–0 | 5–0 |
| Yagüe C. F.               | 2–0 | 1–1 | 0–3 | —   | 0–0 | 0–0 | 0–1 | 5–3 | 4–4 | 3–0  | 4–1 | 4–1 | 5–0 | 3–0 | 4–1 |
| C. D. Tedeón              | 4–1 | 1–1 | 2–3 | 1–1 | —   | 1–0 | 1–2 | 1–2 | 3–0 | 1–0  | 2–0 | 5–0 | 1–1 | 2–0 | 3–0 |
| S. D. Oyonesa "B"         | 0–1 | 1–2 | 1–0 | 1–1 | 1–0 | —   | 2–2 | 1–0 | 2–1 | 2–2  | 3–0 | 4–1 | 1–1 | 3–0 | 1–0 |
| C. F. Rápid               | 2–1 | 1–0 | 3–0 | 3–3 | 4–2 | 1–2 | —   | 4–0 | 3–4 | 1–2  | 4–1 | 6–3 | 2–2 | 4–0 | 4–0 |
| C. D. Autol               | 1–1 | 2–1 | 0–0 | 1–3 | 0–1 | 0–0 | 1–0 | —   | 1–2 | 4–0  | 2–1 | 3–2 | 2–1 | 2–0 | 0–2 |
| C. D. Cenicero            | 1–3 | 0–3 | 2–1 | 0–4 | 1–1 | 1–0 | 2–1 | 4–0 | —   | 3–3  | 4–1 | 0–0 | 2–2 | 0–0 | 2–1 |
| E. F. Arnedo              | 2–1 | 0–2 | 3–2 | 1–1 | 1–4 | 3–1 | 1–1 | 0–1 | 3–3 | —    | 2–0 | 4–1 | 5–1 | 3–0 | 3–2 |
| C. D. Aldeano             | 4–1 | 1–2 | 0–3 | 0–2 | 3–6 | 0–2 | 2–3 | 1–1 | 7–4 | 1–0  | —   | 2–1 | 8–0 | 2–2 | 2–0 |
| C. D. Bañuelos            | 1–2 | 0–0 | 1–2 | 0–3 | 1–3 | 0–1 | 2–2 | 0–0 | 4–2 | 2–1  | 4–2 | —   | 2–1 | 1–0 | 2–4 |
| Peña Balsamaiso C. F. "B" | 0–5 | 2–2 | 1–2 | 2–1 | 0–5 | 1–7 | 2–5 | 1–2 | 0–1 | 4–1  | 2–1 | 1–1 | —   | 4–1 | 2–2 |
| C. D. San Lorenzo         | 1–2 | 0–5 | 0–3 | 0–1 | 1–4 | 0–0 | 2–4 | 1–4 | 2–1 | 0–0  | 0–1 | 3–2 | 3–2 | —   | 2–1 |
| Haro S. C.                | 0–2 | 0–1 | 0–4 | 1–1 | 2–4 | 1–2 | 0–3 | 0–3 | 1–5 | 0–3  | 3–3 | 1–2 | 1–2 | 4–1 | —   |

## Datos y estadísticas

### Récords
| Récords de equipos       | Récords de equipos | Récords de equipos                     | Récords de equipos        | Récords de equipos           | Récords de equipos | Récords de equipos           | Récords de equipos | Récords de equipos |
| Grupo                    | Fecha              | Equipo/s                               | Local                     |                              | Resultado          |                              | Visitante          | Rep.               |
| ------------------------ | ------------------ | -------------------------------------- | ------------------------- | ---------------------------- | ------------------ | ---------------------------- | ------------------ | ------------------ |
| Más goles en un partido  | 28-09-2013         | Casalarreina C. F. y E. F. Arnedo (12) | Casalarreina C. F.        | Bandera de La Rioja (España) | 12 – 0             | Bandera de La Rioja (España) | E. F. Arnedo       | Jornada 3          |
| Mayor victoria local     | 28-09-2013         | Casalarreina C. F. (+12)               | Casalarreina C. F.        | Bandera de La Rioja (España) | 12 – 0             | Bandera de La Rioja (España) | E. F. Arnedo       | Jornada 3          |
| Mayor victoria visitante | 03-05-2014         | S. D. Oyonesa "B" (+6)                 | Peña Balsamaiso C. F. "B" | Bandera de La Rioja (España) | 1 – 7              | Bandera del País Vasco       | S. D. Oyonesa "B"  | Jornada 29         |

Fuente: Fútbol Regional.